# Canal SOFAR

Variation de la vitesse du son en fonction de la profondeur à une position au nord d’Hawaii, d’après le World Ocean Atlas 2005. Ici, l’axe du canal SOFAR est à une profondeur d’environ 750 m

Le canal SOFAR, pour Sound Fixing and Ranging, ou deep sound channel (DSC, canal sonore profond), est une couche d’eau horizontale dans la mer, à la profondeur de laquelle la vitesse du son est à son minimum. Le canal SOFAR agit comme un guide d’ondes pour le son, et les ondes sonores de basse fréquence qui s’y trouvent peuvent voyager sur plusieurs milliers de kilomètres avant de se dissiper. Ce phénomène constitue un facteur important dans la lutte anti-sous-marine. Ce canal sonore profond a été découvert et décrit indépendamment par Maurice Ewing,  Stanley Wong et Leonid Brekhovskikh dans les années 1940.

## Détails

Les impulsions acoustiques voyagent sur de grandes distances sous la mer, car elles sont prises dans un «guide d’ondes» acoustique. Cela signifie que, lorsqu’une impulsion acoustique s’approche du fond, elle y est renvoyée vers la surface. L’eau de mer transmet le son avec une grande efficacité, particulièrement les sons à basse fréquence, c’est-à-dire moins de quelques centaines de hertz.

Le canal SOFAR est centré sur la profondeur où la cumulation des effets de la température et de la pression de l’eau (et, à un moindre degré, de la salinité), se combinent pour créer une région où la vitesse du son est minimale dans la colonne d’eau. En mer, la pression augmente de façon linéaire avec la profondeur, mais la température est plus variable, chutant en général rapidement dans la thermocline principale depuis la surface jusqu’à une profondeur d’un millier de mètres, puis restant pratiquement inchangée de là jusqu’au plancher océanique dans les abysses. Près de la surface, la chute rapide de température cause une diminution de la vitesse du son, ou gradient de vitesse du son négatif. Lorsque la profondeur augmente, l’accroissement de la pression cause une augmentation de la vitesse du son, ou gradient de vitesse du son positif. La profondeur à laquelle la vitesse du son est minimale est appelée axe du canal sonore.
À proximité des Bermudes, l’axe du canal sonore se situe à une profondeur d’environ 1 000 m. En eaux tempérées, l’axe est moins profond, et à des latitudes plus élevées (au-dessus de 60°N, ou en dessous de 60°S), il atteint la surface. Au début des années 1970, le canal SOFAR a permis de suivre entre les Bermudes, les Bahamas et Porto Rico, le déplacement d'un flotteur Swallow  à 1100 m de profondeur, qui durant ses « 4 mois de vie » a passivement parcouru 300 km vers l'ouest à la vitesse moyenne de 2,8 cm/s, confirmant qu'il existe à cette profondeur un courant dépassant largement 100 × 106 m3/s et évoquant un courant régi par la dynamique des ondes planétaires.
Le son se propage dans ce canal par réfraction, ce qui fait que le son voyage à proximité de la profondeur de plus basse vitesse. Si une onde sonore se propage au-delà de ce canal horizontal, la partie de l’onde située le plus loin de l’axe du canal voyage plus vite, donc l’onde retourne vers l’axe du canal. Ceci a pour résultat que l’onde sonore trace un chemin qui oscille le long de l’axe du canal SOFAR. Ce principe est similaire à la transmission de la lumière à longue distance le long d’une fibre optique.
Les sons à basse fréquence, attribués au rorqual commun, se trouvent fréquemment dans le canal. Les scientifiques croient que les rorquals plongent jusqu’à ce canal et chantent pour communiquer avec d’autres rorquals situés à grande distance.
Durant la Seconde Guerre mondiale, Maurice Ewing a proposé de larguer en mer une sphère métallique intitulée bombe SOFAR, ou disque SOFAR, qui, spécifiquement prévue pour imploser dans le canal SOFAR, pourrait être utilisée comme signal de détresse par les pilotes abattus.
Le roman Octobre rouge décrit l’utilisation du canal SOFAR pour la détection de sous-marins.
La supposition de l’existence d’un canal similaire dans la haute atmosphère, proposée par Maurice Ewing, a conduit à l’expérimentation intitulée projet Mogul, organisée entre 1947 et fin 1948.

## Applications
- Tomographie acoustique : technique destinée à mesurer la température océanique et les courants grâce au délai entre les sons émis par deux instruments distants ;
- Recherches du vol 370 Malaysia Airlines : les sons transportés par le canal SOFAR ont été analysés pour déterminer la possibilité de l’impact d’un avion de ligne dans l’océan Indien ;
- SOSUS: réseau d’hydrophones destiné à détecter les mouvements de sous-marins durant la guerre froide.
- Communication subaquatique avec un flotteur à flottabilité neutre.